# 笹川隆
笹川 隆（ささがわ たかし、1979年11月8日 - ）は、東京都新宿区出身の元プロ野球選手（内野手、捕手）、プロ野球コーチ。現在は福岡ソフトバンクホークス四軍内野守備走塁コーチ。

## 来歴・人物
中学校時代、ボーイズリーグの新宿ヴァリアンツに所属。チームの主力選手として、1993年関東大会優勝、1994年第25回選手権大会全国優勝に貢献する。
東海大菅生高に進学。硬式野球部に所属し、1996年の第78回全国高等学校野球選手権大会と1997年の第69回選抜高等学校野球大会に出場した。また、1996年秋から野球部の主将も務めた。
1997年のドラフト6位で福岡ダイエーホークスに入団。入団当時は内野手だったが、二軍でも出場機会に恵まれず、2001年途中に的場直樹をはじめ二軍の捕手陣に故障者が続出したこともあって捕手に転向、翌2002年には捕手登録となる。
2003年、台湾球界の陳文賓との期限付きトレードで中信ホエールズに移籍
。中信でも捕手として起用されたが、期待に添える活躍ができず、すぐに2度の登録抹消を経験。台湾では「1年間の間に2度登録抹消を経験した外国人選手はそのシーズンの残り試合への出場不可」という決まりがあったため、1年間の期限を待たずにシーズン序盤の5月に解雇され、ホークスに復帰した。
2004年には一軍初出場を果たし、プロ初ヒットも放つ。捕手登録ながら本来のポジションである内野手（三塁手）としての出場が主であった。
2005年には内野手登録に戻るが、この年限りで引退しホークスのスカウトとなる。出身地である首都圏中心で活動し、長谷川勇也らを担当した。
2011年からは三軍守備走塁コーチ、2013年は三軍内野守備走塁コーチ兼副寮長を務めた。同年11月7日寮長兼ファーム・アシスタントに就任する事が発表された。
2017年からは再び三軍内野守備走塁コーチを担当。2021年は二軍内野守備走塁コーチへ配置転換され、2023年からは四軍内野守備走塁コーチを務める。

## 詳細情報

### 年度別打撃成績
| 年 度     | 球 団                 | 試 合 | 打 席 | 打 数 | 得 点 | 安 打 | 二 塁 打 | 三 塁 打 | 本 塁 打 | 塁 打 | 打 点 | 盗 塁 | 盗 塁 死 | 犠 打 | 犠 飛 | 四 球 | 敬 遠 | 死 球 | 三 振 | 併 殺 打 | 打 率 | 出 塁 率 | 長 打 率 | O P S |
| --------- | --------------------- | ----- | ----- | ----- | ----- | ----- | -------- | -------- | -------- | ----- | ----- | ----- | -------- | ----- | ----- | ----- | ----- | ----- | ----- | -------- | ----- | -------- | -------- | ----- |
| 2003      | 中信                  | 8     | 23    | 20    | 4     | 4     | 0        | 0        | 0        | 4     | 0     | 1     | 0        | 0     | 0     | 2     | 0     | 0     | 3     | 0        | .200  | .273     | .200     | .473  |
| 2004      | ダイエー ソフトバンク | 13    | 16    | 15    | 2     | 3     | 0        | 0        | 0        | 3     | 0     | 0     | 0        | 0     | 0     | 1     | 0     | 0     | 6     | 0        | .200  | .250     | .200     | .450  |
| 2005      | ダイエー ソフトバンク | 10    | 2     | 2     | 0     | 1     | 0        | 0        | 0        | 1     | 0     | 0     | 0        | 0     | 0     | 0     | 0     | 0     | 1     | 0        | .500  | .500     | .500     | 1.000 |
| CPBL：1年 | CPBL：1年             | 8     | 23    | 20    | 4     | 4     | 0        | 0        | 0        | 4     | 0     | 1     | 0        | 0     | 0     | 2     | 0     | 0     | 3     | 0        | .200  | .273     | .200     | .473  |
| NPB：2年  | NPB：2年              | 23    | 18    | 17    | 2     | 4     | 0        | 0        | 0        | 4     | 0     | 0     | 0        | 0     | 0     | 1     | 0     | 0     | 7     | 0        | .235  | .278     | .235     | .513  |

- ダイエー（福岡ダイエーホークス）は、2005年にソフトバンク（福岡ソフトバンクホークス）に球団名を変更

### 記録

#### NPB
初記録
- 初出場：2004年6月1日、対千葉ロッテマリーンズ10回戦（福岡ドーム）、7回裏に高橋和幸の代打で出場
- 初安打：同上、9回裏に藤田宗一から中前安打
- 初先発出場：2004年6月2日、対千葉ロッテマリーンズ11回戦（北九州市民球場）、9番・三塁手で先発出場

### 背番号
- 59（1998年 - 2005年）
- 97（2011年 - 2013年、2017年 - 2022年）
- 014（2023年 - ）